# Samen voor Oranje
Samen voor Oranje was een meezingconcert ter ere van de inhuldiging van koning Willem-Alexander. Het vond plaats op 30 april 2013 in Ahoy Rotterdam en werd gepresenteerd door Paul de Leeuw. Het nieuwe koningspaar keek in Amsterdam, voorafgaand aan de rondvaart op het IJ, naar de uitvoering via een groot televisiescherm bij het EYE Film Instituut Nederland.

## Meewerkende artiesten
- Jim Bakkum (*)
- Marco Borsato
- Alain Clark (*)
- Esmée Denters
- Do
- Sharon Doorson
- Frans Duijts
- Niels Geusebroek
- Glennis Grace (*)
- Iris Kroes
- Nikki Kerkhof
- Pearl Jozefzoon

- Chris Hordijk
- Ruth Jacott (*)
- Lisa Lois
- Jamai Loman
- Anita Meyer (*)
- Nielson (*)
- Bollebof
- Brahim Fouradi
- Jaap Reesema
- Ruben Hein
- John Ewbank
- Trijntje Oosterhuis (*)

- Syb van der Ploeg (*)
- Ben Cramer
- Carel Kraayenhof
- Edsilia Rombley (*)
- Rowwen Hèze (*)
- Frederique Spigt
- Lee Towers (*)
- Babette van Veen
- Jennifer Ewbank
- Aliyah Kolf
- Paul de Leeuw

Verder:
- Het Metropole Orkest

Artiesten met een asterisk (*) gaven apart een optreden.